# سيرغي نكراسوف
سيرغي نكراسوف (بالروسية: Некрасов, Сергей Владимирович)‏ (29 يناير 1973 في روسيا - ) هو لاعب كرة قدم روسي في مركز الدفاع. شارك مع منتخب روسيا لكرة القدم. أما مع النوادي، فقد لعب مع أنجي محج قلعة ودينامو موسكو وFC Zvezda Irkutsk ‏ ونادي فيدنو ‏ وFC Titan Klin ‏ ونادي خيمكي.

## وصلات خارجية
- سيرغي نكراسوف على موقع قاعدة بيانات كرة القدم.إي يو (الإنجليزية)
- سيرغي نكراسوف على موقع ناشيونال فوتبول تيمز (الإنجليزية)
- سيرغي نكراسوف على موقع عالم كرة القدم.نت (الإنجليزية)